# کاهش آمید
کاهش یا احیا آمید واکنشی در سنتز آلی است که در آن یک آمید به یک گروه عاملی آمین یا آلدهید کاهش می‌یابد.

## هیدروژنه‌کردن کاتالیزوری
هیدروژنه کردن کاتالیزوری می‌تواند برای کاهش آمیدها به آمین‌ها استفاده شود. با این حال، این فرایند اغلب به فشارهای هیدروژناسیون بالا و دمای واکنش بالا برای مؤثر بودن نیاز دارد (یعنی اغلب به فشارهای بالاتر از ۱۹۷ اتمسفر و دمای بیش از ۲۰۰ درجه سانتی گراد نیاز دارد). کاتالیزورهای انتخابی برای واکنش عبارتند از مس کرومیت، رنیوم تری‌اکسید و رنیم(VII) اکسید یا کاتالیزور دو فلزی.

## مسیرهای غیر کاتالیزوری به آمین‌ها
عوامل کاهنده مؤثر بر این واکنش عبارتند از هیدریدهای فلزی مانند لیتیم آلومینیوم هیدرید، یا لیتیوم بوروهیدرید در مخلوط حلال‌های تتراهیدروفوران و متانول.

## مسیرهای غیر کاتالیزوری به آلدهیدها
آمیدهای استخلافی N,N را می‌توان با استفاده از مقدار زیاد آمید به آلدهید کاهش داد:
R(CO)NRR' + LiAlH 4 → RCHO + HNRR'
با کاهش بیشتر، الکل به دست می‌آید.
برخی از آمیدها را می‌توان با روش سان-مولر به آلدهید احیا کرد.

## هیدروسیلیل‌دار کردن
یک روش شناخته شده برای احیای آمید، هیدروسیلیلاسیون با سیلیل هیدریدها و یک کاتالیزور مناسب بر پایه فلزاتی چون: Rh, Ru, Pt, Pd, Ir, Os, Re, Mn, Mo, In یا Ti است.
کاتالیز آهن توسط تری‌آیرون دودکاکربونیل در ترکیب با پلی‌متیل‌هیدروسیلوکسان گزارش شده‌است.